# Four Stars (film)
Four Stars (ou « **** ») est un film américain d'avant garde réalisé par Andy Warhol et sorti en 1967.
Le film n'a été projeté qu'une seule fois dans sa version intégrale d'une durée de 25 heures, les 15 et 16 décembre 1967 à New York. Il est composé de bobines de 35 minutes, projetées simultanément et se superposant.
Le titre du film est une allusion au système de notation utilisé par les critiques de cinéma, « quatre étoiles » représentant la note maximale.

## Fiche technique
- Autres titres : **** ou The 24 Hour Movie
- Réalisation : Andy Warhol
- Scénario : Andy Warhol
- Tournage : entre août 1966 et septembre 1967[2]
- Photographie : Andy Warhol
- Montage : Andy Warhol
- Format : Couleur, 16 mm[3]
- Durée : 1 500 min (original), montage ultérieur 120 minutes[4]
- Dates de sortie: 
  - États-Unis : 15 décembre 1967

## Distribution
- Brigid Berlin
- Tally Brown
- David Croland
- Joe Dallesandro
- Angelina 'Pepper' Davis
- Juan Downey
- Eric Emerson
- Andrea Feldman
- Gerard Malanga
- Taylor Mead
- Allen Midgette
- Edie Sedgwick
- John Cale (non crédité)